# Lythrum breviflorum
Lythrum breviflorum là một loài thực vật có hoa trong họ Lythraceae. Loài này được (A. Gray) S. Watson mô tả khoa học đầu tiên năm 1877.